# Lehelitz
Lehelitz ist ein Ortsteil der Gemeinde Krostitz im sächsischen Landkreis Nordsachsen in Deutschland.

## Geografie
Lehelitz liegt nördlich des Hauptortes Krostitz zwischen den Städten Eilenburg und Delitzsch. Der Ort liegt an keiner klassifizierten Straße, jedoch  gibt es Ortsverbindungen nach Krostitz und zur Bundesstraße 2, die westlich am Ort vorbeiführt. In der Flur von Lehelitz liegt die Ortswüstung Seereisen.

## Geschichte
Lehelitz ist von der Siedlungsform her ein Straßendorf. Der Ort gehörte bis 1815 zum kursächsischen Amt Delitzsch. Durch die Beschlüsse des Wiener Kongresses kam er zu Preußen und wurde 1816 dem Kreis Delitzsch im Regierungsbezirk Merseburg der Provinz Sachsen zugeteilt, zu dem er bis 1952 gehörte.
Am 20. Juli 1950 wurde die Landgemeinde Lehelitz nach Krostitz eingemeindet und ist seither ein Ortsteil der Gemeinde. Im Zuge der Kreisreform in der DDR von 1952 wurde Krostitz mit Lehelitz dem neu zugeschnittenen Kreis Delitzsch im Bezirk Leipzig zugeteilt, welcher 1994 im Landkreis Delitzsch aufging.
1966 wurde die katholische Kirche „Maria Königin“ errichtet, am 8. Oktober 1967 erfolgte ihre Weihe durch Weihbischof Friedrich Maria Rintelen. Vom 1. November 2007 an gehörte die Kuratie Lehelitz zum damals gegründeten Gemeindeverbund Bad Düben – Delitzsch – Eilenburg – Löbnitz – Lehelitz, aus dem im Mai 2010 die heutige Pfarrei Delitzsch entstand. Am 8. Oktober 2011 wurde die Kirche wieder geschlossen, das Gebäude wurde an privat verkauft.

### Einwohnerentwicklung
| Jahr | Einwohner |
| ---- | --------- |
| 1818 | 127       |
| 1880 | 143       |
| 1895 | 149       |

| Jahr | Einwohner |
| ---- | --------- |
| 1925 | 139       |
| 1939 | 144       |
| 1946 | 202       |

Die Einwohnerzahl von Lehelitz lag 1818 bei etwas über 100. 1895 gab es mit 149 einen kleinen Ausschlag. Bis zum Ausbruch des Zweiten Weltkrieges stieg die Einwohnerzahl auf knapp 140. Nach Ende des Krieges stieg die Einwohnerzahl stark an. 1946 lebten knapp über 200 Einwohner in Lehelitz.

## Kultur
Jährlich am ersten Juliwochenende findet in Lehelitz ein Volksfest namens Lechelzer Abbels, der Lehelitzer Ablassmarkt, statt. Dieser Brauch geht auf eine Sage aus dem 14. Jahrhundert zurück.